# Takanori Kono
Takanori Kono (n. 7 martie 1969, Nozawaonsen⁠(d), Shimotakai district⁠(d), Prefectura Nagano, Japonia) este un sportiv ce a reprezentat Japonia, medaliat olimpic. A participat la 2 ediții ale Jocurilor Olimpice (1992, 1994) în care a câștigat o medalie de aur și o medalie de argint.